# Kurt Bendix
Kurt Bendix, född 19 november 1904 i Berlin, Tyskland, död 11 maj 1992 i Nacka, var en svensk orkesterledare, dirigent och hovkapellmästare.

## Biografi
I början av sin karriär var Bendix altviolinist, och verksam som sådan i olika tyska orkestrar. Han utbildades vid universitet i Berlin, Sternska konservatoriet och för Max von Schillings. 1926 blev han dirigent vid Stadtoper i Königsberg, och var åren 1928-31 anställd vid Staatsoper i Berlin. Bendix kom till Sverige 1931. År 1931 började han arbeta som kapellmästare, kormästare och repetitör på Kungliga Teatern. År 1968 utnämndes han till hovkapellmästare. Han var verksam på Operan fram till 1985, och dirigerade över 2200 föreställningar.
Kurt Bendix ägnade sig också åt pedagogisk verksamhet. 1929-31 var han även lärare vid Hochschule für Musik i Berlin. 1942 blev han lärare vid Musikhögskolan, och under åren 1945-58 var han även lärare vid Statens musikdramatiska skola.
Kurt Bendix var från 1935 gift med skådespelerskan Sally Palmblad.

## Priser och utmärkelser
- 1976 – Litteris et Artibus
- 1980 – Ledamot nr 827 av Kungliga Musikaliska Akademien
- 1989 – Medaljen för tonkonstens främjande
- Riddare av Vasaorden[2]
- Konung Gustaf V:s jubileumsminnestecken 1948[2]

## Diskografi
- Verdi: Rigoletto. Med Erik Sundquist, Eva Prytz, Jussi Björling, Sven-Erik Jacobsson. Kungliga Operan 1957. Bluebell.
- Mascagni: Cavalleria Rusticana. Med Jussi Björling, Aase Nordmo-Lövberg, Georg Svedenbrandt, Bette Björling, Margit Sehlmark. Stockholmsoperan 1954. Legato Classics.
- Adam: Le Postillon de Lonjumeau. Med Nicolai Gedda, Hjördis Schymberg. Stockholmsoperan. Cantus Line.

## Filmografi (roller)
- 1958 – Fröken April, där Kurt Bendix spelar operadirigent.